# Défection de Martin et Mitchell
La défection de Martin et Mitchell se produit en septembre 1960 quand deux cryptologues de la National Security Agency (NSA), William H. Martin et Bernon F. Mitchell, passèrent à l'Union soviétique. Une étude de la NSA de 1963 affirme que « sans aucun doute, aucun autre événement n'a eu, ni n'aura probablement dans le futur, un plus grand impact sur le programme de sécurité de l'agence. »

## Histoire
William Hamilton Martin (né le 27 mai 1931 et décédé le 17 janvier 1987) et Bernon F. Mitchell (né le 11 mars 1929 et décédé le 12 novembre 2001), cryptologues de la National Security Agency (NSA), font défection en septembre 1960 et passent à l'Union soviétique. Par la suite, ils dénoncent la pratique du gouvernement des États-Unis d'intercepter et déchiffrer les communications de pays alliés et se dirent notamment inquiets de la pratique de vols de reconnaissance. 